# Талсинская трагедия
Та́лсинская траге́дия — несчастный случай, произошедший 28 июня 1997 года в латвийском городе Талси, когда во время праздника Государственной пожарно-спасательной службы Латвийской Республики девять детей погибли в результате падения люльки подъёмника с высоты 19 метров.

## История
28 июня 1997 года в городе Талси (Курземе) Министерство внутренних дел проводило фестиваль пожарных. На празднике демонстрировалась разнообразная спасательная техника, в том числе автомобильный гидравлический подъёмник «КамАЗ», с помощью которого планировалось поднять маячки, символизирующие праздничный факел. Однако подъёмник стали использовать для подъёма зрителей на высоту около 30 метров для осмотра панорамы города. Это особенно привлекло маленьких зрителей, которые поднимались на высоту по несколько раз. Правила эксплуатации подъёмника предусматривали, что в его корзину одновременно могут помещаться до четырёх взрослых, но во время праздника из-за большого зрительского ажиотажа эти правила были нарушены.
При последнем подъёме в корзине находилось 22 человека, преимущественно дети. На высоте около 19 метров стрела подъёмника, не выдержав нагрузки, начала скользить, и сначала из корзины часть детей высыпались с большой высоты на асфальт, а затем отломилась и сама корзина. На площадке началась паника.
В этом происшествии в общей сложности погибло 9 детей.

## Последствия
После трагедии министр внутренних дел Дайнис Турлайс подал в отставку. Водители автомобиля Вилнис Грикис и Игорь Иванов были признаны виновными в убийстве и нанесении тяжких телесных повреждений по неосторожности, наказуемых реальным лишением свободы до 3 лет, но подпали под действие Закона об амнистии и были освобождены от наказания. Не установив в действиях водителей состава преступления, суд оставил без рассмотрения и гражданские иски пострадавших против них. Начальник Талсинского отделения Государственной пожарно-спасательной службы Петерис Бекманис и инспектор Модрис Кейселс, а также заместитель начальника ГПСС Павел Загорскис были обвинены в халатности, однако Бекманис и Кейселс оправданы Курземским окружным судом, а Загорскиса он приговорил к трем годам лишения свободы условно с проверочным сроком на два года.
Родственниками пострадавших подано 17 исков против Латвии и ГПСС о возмещении морального ущерба на общую сумму около 5 млн. латов. Большая часть исков, на сумму 4 440 441,80 лата, была оставлена без рассмотрения судом из-за отсутствия состава преступления.
По состоянию на 2017 год, решения судов по 16 делам вступили в силу, максимальные суммы были выплачены родственникам 6 погибших детей — по 20 тысяч латов (28 тысяч евро).
Трагедия стала шоком для Латвии. Был открыт сбор средств для помощи пострадавшим, раненым предоставили международный «зелёный коридор» для лечения, несколько человек отправили на лечение в Швецию.

## Память
На месте трагедии был установлен памятник работы скульптора Оярса Фелдбергса «Круг жизни, тень смерти». Пять врачей Талсинской больницы, которые спасали жизни пострадавших в трагедии 28 июня 1997 года, были награждены орденом Трёх звезд. Один из мальчиков, пострадавших в трагедии в возрасте 6 лет, вырос и стал спасателем.